# San Remigio, Antique
San Remigio là một đô thị cấp bốn ở tỉnh Antique, Philippines. It is about 21 kilometers from the provincial capital, San Jose de Buenavista.
Theo điều tra dân số năm 2015, đô thị này có dân số 31.935 người trong.

## Các đơn vị hành chính
San Remigio, về mặt hành chính, được chia thành 45 khu phố (barangay).
| - Agricula - Alegria - Aningalan - Atabay - Bagumbayan - Baladjay - Banbanan - Barangbang - Bawang - Bugo - Bulan-bulan - Cabiawan - Cabunga-an - Cadolonan - Poblacion (Calag-itan) | - Carawisan I - Carawisan II - Carmelo I - Carmelo II - General Fullon - General Luna - Orquia (Igcatumbal) - Iguirindon - Insubuan - La Union - Lapak - Lumpatan - Magdalena - Maragubdub - Nagbangi I (Amatong) | - Nagbangi II - Nasuli - Osorio I - Osorio II - Panpanan I - Panpanan II - Ramon Magsaysay - Rizal - San Rafael - Sinundolan - Sumaray - Trinidad - Tubudan - Vilvar - Walker |